# Eulophiinae
Eulophiinae je podtribus kaćunovki smješten u tribus Cymbidieae, dio potporodice Epidendroideae. Postoji 5 priznatih rodova; tipični je eulofija (Eulophia)  s 275 vrsta iz Azije, Australije, Afrike i obje Amerike.

## Rodovi
Subtribus Eulophiinae Benth.
1. Dipodium R. Br. (42 spp.)
2. Ansellia Lindl. (1 sp.)
3. Claderia Hook. fil. (2 sp.)
4. Imerinaea Schltr. (1 sp.)
5. Graphorkis Thouars (4 spp.)
6. Grammangis Rchb.f. (2 spp.)
7. Eulophia R. Br. (271 spp.)